# Rallye Monte Carlo 1980
Die 48. Rallye Monte Carlo war der 1. Lauf zur Rallye-Weltmeisterschaft 1980. Sie fand vom 19. bis zum 25. Januar in der Region von Monaco statt. Von den 33 geplanten Wertungsprüfungen wurden vier (17, 20, 32 und 33) abgesagt.

## Klassifikationen

### Endergebnis
| Rang | Fahrer           | Co-Pilot              | Auto                    | Zeit (Std./Min./Sek.) | Rückstand Sieger (Min./Sek.) Rückstand V (Min./Sek.) |
| ---- | ---------------- | --------------------- | ----------------------- | --------------------- | ---------------------------------------------------- |
| 1    | Walter Röhrl     | Christian Geistdörfer | Fiat 131 Abarth         | 8:42:20               | 00.00 00:00                                          |
| 2    | Bernard Darniche | Alain Mahé            | Lancia Stratos HF       | 8:52:58               | 10:38                                                |
| 3    | Björn Waldegård  | Hans Thorszelius      | Fiat 131 Abarth         | 8:53:48               | 11:28 00:50                                          |
| 4    | Anders Kulläng   | Bruno Berglund        | Opel Ascona 400         | 8:54:24               | 12:04 0:36                                           |
| 5    | Per Eklund       | Hans Sylvan           | Volkswagen Golf GTI 1.6 | 8:56:47               | 14:27 02:23                                          |
| 6    | Attilio Bettega  | Mario Mannucci        | Fiat Ritmo 75 Abarth    | 8:58:43               | 16:23 01:56                                          |
| 7    | Michèle Mouton   | Annie Arrii           | Fiat 131 Abarth         | 9:06:13               | 23:53 07:30                                          |
| 8    | Jochi Kleint     | Gunter Wanger         | Opel Ascona 400         | 9:07:50               | 25:30 01:37                                          |
| 9    | Alain Coppier    | Josépha Laloz         | Porsche 911 SC          | 9:12:00               | 29:40 04:10                                          |
|      | Salvador Servià  | Alex Brustenga        | Ford Fiesta MK1 1600S   | 9:12:00               | 29:40 00:00                                          |

Insgesamt wurden 88 von 237 gemeldeten Fahrzeuge klassiert:

### Fahrer-Weltmeisterschaft
| Pos. | Fahrer           | Punkte |
| ---- | ---------------- | ------ |
| 1    | Walter Röhrl     | 20     |
| 2    | Bernard Darniche | 15     |
| 3    | Björn Waldegård  | 12     |
| 4    | Anders Kulläng   | 10     |
| 5    | Per Eklund       | 8      |

### Herstellerwertung
| Pos. | Team       | Punkte |
| ---- | ---------- | ------ |
| 1    | Fiat       | 18     |
| 2    | Lancia     | 16     |
| 3    | Volkswagen | 14     |
| 4    | Opel       | 12     |
| 5    | Porsche    | 10     |